# الأصمعي (مجلة)
الأصمعي كانت مجلة أدبية وسياسية عربية قصيرة الأمد تصدر كل أسبوعين بين عامي 1908 و1909 في فلسطين، والتي كانت آنذاك جزءاً من الدولة العثمانية. تعد المجلة من أوائل المطبوعات التي ظهرت في فلسطين بعد رفع الرقابة على الصحافة. وقد طُبعت ووُزعت في القدس، فيما كان مقر المجلة ومكاتبها في يافا.
أسس المجلة حنا العيسى، وهو رجل أعمال عربي مسيحي من يافا، في أعقاب ثورة تركيا الفتاة في 1908، التي رفعت الرقابة على الصحافة في الدولة. وانضم إليه كُتاب مثل خليل السكاكيني وإسعاف النشاشيبي ومنانة الصيداوي في فترات متقطعة. سُميت المجلة على اسم الأصمعي، أحد علماء العرب الأوائل. نُشرت الطبعة الأولى للأصمعي في 1 سبتمبر 1908 وآخرها في 1 فبراير 1909، ليصبح المجموع إحدى عشرة طبعة على مدى خمسة أشهر.
وعرضت الأصمعي القضايا التي تواجه المجتمع الفلسطيني، واصفةً الصعوبات والمصاعب التي يواجهها، كما نقلت مطالبه. كانت المجلة منذ البداية معارضة للصهيونية ومتخوفةً منها، فعارضت الهجرة اليهودية إلى فلسطين من منظور الوطنية المحلية والقومية العربية. وكثيراً ما انتقدت المجلة المستوطنين الصهاينة واتهمتهم بالمنافسة المُجحفة مع الحرفيين والتجار العرب، واستاءت من الامتيازات التي يتمتعون بها من القوى الأجنبية، واعتبرتهم تهديداً للسكان المحليين.
كما ركزت على نضال العلمانيين العرب ضد رجال الدين اليونانيين الذين يهيمنون على بطريركية القدس الأرثوذكسية، تحت اسم الحركة العربية الأرثوذكسية. وكتبت عن موضوعات تهم الفلاحين العرب، مثل التنمية الزراعية، وروجت لقضايا المرأة، بما في ذلك أهمية تعليمها. توقفت المجلة بسبب انشغال صاحبها حنا العيسى بالحركة العربية الأرثوذكسية، ووفاته في 12 سبتمبر 1909. ثم أسس أخوه يوسف العيسى وابن عمه عيسى العيسى جريدة فلسطين في 1911، والتي أصبحت واحدة من أكبر الصحف اليومية الفلسطينية تأثيراً.

## خلفية تاريخية

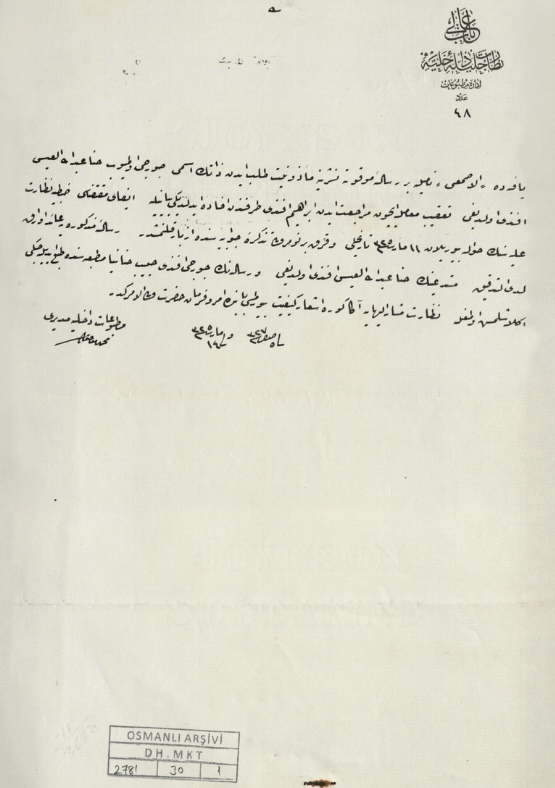
الترخيص العثماني لمجلة الأصمعي في 1908

لم يكن في فلسطين تحت حكم الدولة العثمانية صحافة باللغة العربية، باستثناء الجريدة الرسمية التي تصدر في القدس باللغتين العربية والتركية. ولكن بعد ثورة تركيا الفتاة في ذلك العام، والتي رفعت الرقابة على الصحافة في الدولة، ظهرت خمسة عشر مطبوعة في فلسطين. حرر أو نشر العديد من هذه المطبوعات الرائدة شخصيات بارزة من المجتمع المسيحي العربي الفلسطيني، وخاصة أعضاء الكنيسة الأرثوذكسية. وكانت مجلة الأصمعي وصحيفة القدس من أوائل المطبوعات التي ظهرت في فلسطين سنة 1908.
كان حنا العيسى مؤسس الأصمعي ورئيس تحريرها، وهو رجل أعمال عربي مسيحي من يافا، وكان أحد أفراد عائلة العيسى، التي كانت رائدة في نشر الصحف في فلسطين. كان حنا الأخ الأكبر ليوسف العيسى، وابن عم عيسى العيسى، مؤسسي صحيفة فلسطين في 1911، والتي أصبحت واحدة من أكبر الصحف اليومية الفلسطينية تأثيراً. كما كتب حنا لصحيفة القدس التي يقع مقرها في القدس ويملكها جورجي حبيب حنانيا، والتي استخدم معداتها لطباعة المجلة. وهكذا كانت تُطبع الأصمعي وتُوزع في القدس، لكن مقرها ومكاتبها كانت في يافا.
صدر العدد الأول منها في 1 سبتمبر 1908 وآخرها في 1 فبراير 1909. وكانت تصدر كل أسبوعين، بمجمل إحدى عشرة نُسخة على مدى خمسة أشهر. واشترك في التحرير من حين لآخر، بالإضافة إلى حنا العيسى، عدد من المؤلفين منهم خليل السكاكيني، وإسعاف النشاشيبي، ومنانة الصيداوي. وكثيراً ما ورد ذكر المجلة في يوميات السكاكيني؛ مثلاً، يذكر في مدونة في 1908: «اغتسلتُ ومارستُ الرياضة، وبعد الإفطار جلست على مكتبي، أُدخن النرجيلة وأراجع مسودات الأصمعي».

## مواقفها السياسية

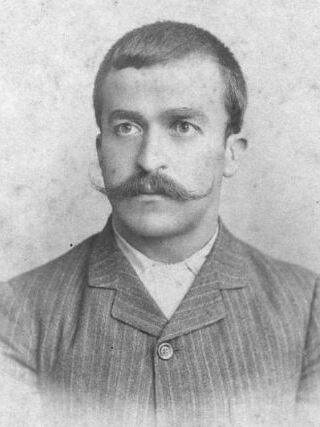
صورة لخليل السكاكيني، محرر الأصمعي، التقطت في القدس في 1906

### الحركة العربية الأرثوذكسية
كانت الحركة العربية الأرثوذكسية حركة سياسية واجتماعية يعود تاريخها إلى أواخر القرن التاسع عشر وتهدف إلى تعريب بطريركية الروم الأرثوذكس في القدس، التي لها ولاية قضائية على الطوائف الأرثوذكسية في مناطق فلسطين، وشرق الأردن، التي ينتمي إليها معظم المسيحيين هناك. كان كل من المحررين حنا العيسى وخليل السكاكيني عضوين مسيحيين عرب في الكنيسة الأرثوذكسية وشخصيتين فاعلتين في الحركة، وكثيراً ما كتبا عنها في المجلة.

### معاداة الصهيونية
عادت المجلة الصهيونية منذ انطلاقها وحذرت منها، وعارضت الهجرة اليهودية إلى فلسطين من منظور قومي وطني وعربي. اعتبر الباحث نيفيل ج. ماندل أن هذا يمثل ميولاً مبكرة مناهضة للصهيونية، فكتب: «بفعلهم هذا، كانوا متقدمين، وأحياناً متقدمين جداً، على قرائهم».
وكثيراً ما انتقدت المجلة المستوطنين الصهاينة واتهمتهم بالمنافسة غير العادلة مع الحرفيين والتجار العرب، واستاءت من الامتيازات التي يتمتعون بها من القوى الأجنبية، واعتبرتهم تهديداً للسكان المحليين. واستشهدت كيف أن جنسياتهم الأجنبية تستلزم إعفاءاتهم من بعض الضرائب، وكيف منحتهم مهاراتهم وثقافتهم الأوروبية مزايا أخرى. ولمقاومة ذلك، اقترحت المجلة سياسات مختلفة، بما في ذلك تفضيل شراء السلع المنتجة محلياً، بدلاً من السلع «الأجنبية»، أي السلع اليهودية؛ ودعم العرب الأثرياء للصناعة والتجارة. وفي أحد المقالات انتقدت المجلة المهاجرين اليهود:
| الأصمعي (مجلة) | إنهم يؤذون السكان المحليين ويظلمونهم، من خلال الاعتماد على الحقوق الخاصة الممنوحة للقوى الأجنبية في الدولة العثمانية وعلى الفساد والخيانة في الإدارة المحلية. علاوة على ذلك، فهم معفون من معظم الضرائب والرسوم الباهظة المفروضة على الرعايا العثمانيين. وينافس عملهم السكان المحليين ويخلق وسائل إعاشتهم الخاصة. ولا يستطيع السكان المحليون الوقوف في وجه منافسيهم. | الأصمعي (مجلة) |

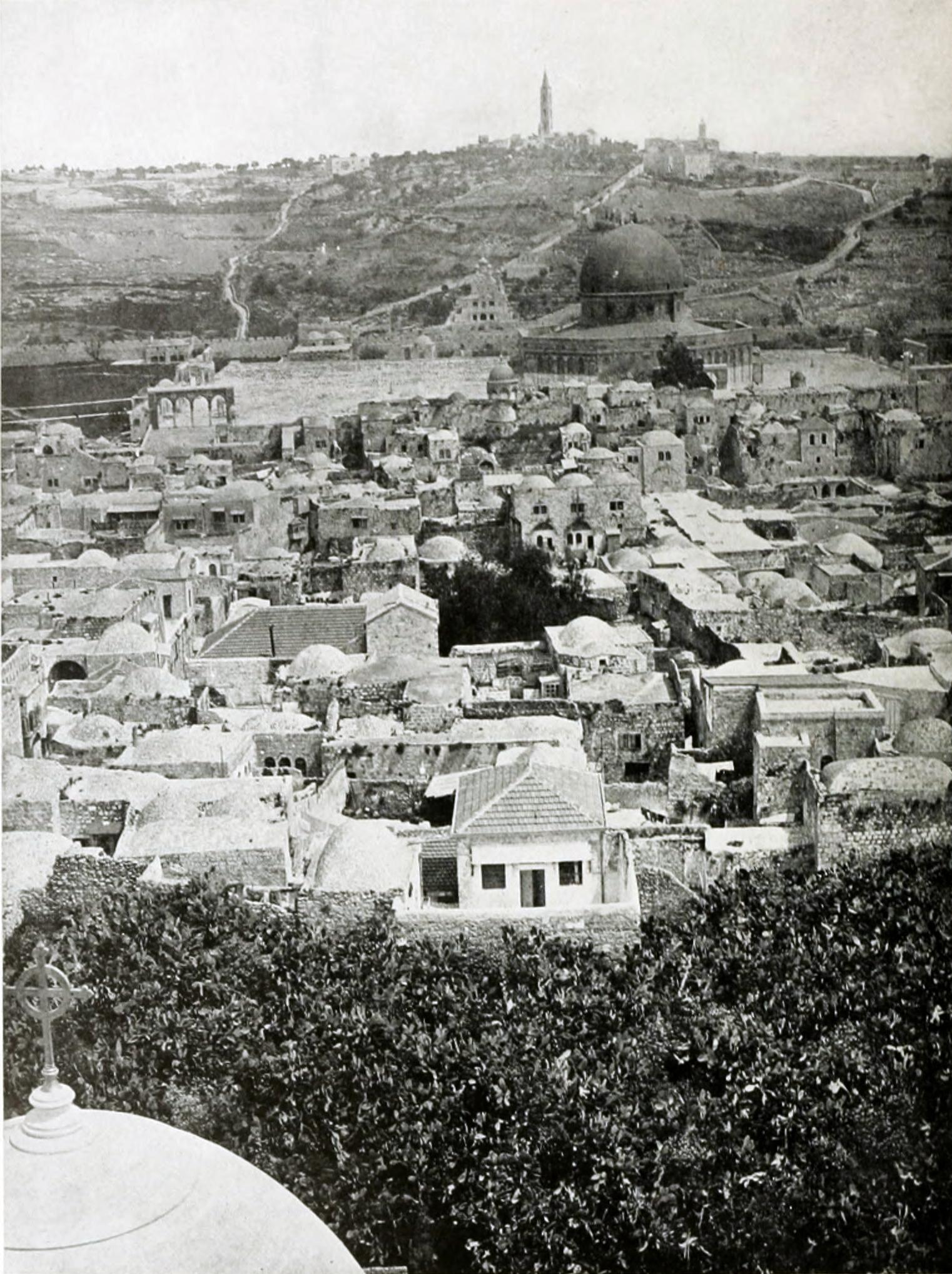
منظر للحي الإسلامي في البلدة القديمة في القدس حيث تُطبع المجلة وتُصدر، 1910

وفي مقال آخر كتبه الكاتب العربي المسلم إسعاف النشاشيبي في الأصمعي، انتقد عدم رغبة وفشل المهاجرين اليهود الأوروبيين في الاندماج في محيطهم الجديد أو الاهتمام بتعلم اللغة العربية، وهو موضوع شائع في الصحافة العربية المناهضة للصهيونية في ذلك الوقت. وكتب النشاشيبي أن اليهود «عليهم أن يساعدوا في إحياء هذه اللغة [العربية] بعد تدميرها»، وحثهم على «إفراغ قلوبهم من تلك التطلعات الفارغة مثل مسألة الصهيونية أو حكم فلسطين»، معتبراً أنه لا توجد فرصة للوصول إلى مثل هذه الآمال. «إذا أراد اليهود أن يعيشوا معنا حياة طيبة، فعليهم أن يتحدوا معنا في احترام هذه اللغة الجميلة... وعليهم أن يقتدوا بإخواننا المسيحيين، الذين يؤسسون المدارس ويعلمون هذه اللغة الجميلة.»
وأدت هجمات الأصمعي على الصهيونية إلى رفع الصهاينة عدد من الشكاوى إلى النائب العام يوسف الحكيم ممثل الدولة العثمانية في يافا. وقد بدأ الشكاوى في الأصل من قبل شمعون مويال وزوجته إستر، وهما يهوديان من أصل مغربي، وكذلك نسيم ملول، وهو يهودي من أصل تونسي.

### مواضيع أخرى
كما اهتمت المجلة بالشؤون الزراعية وحالة الفلاحين العرب، وأوصت جيل الشباب من العرب بتعلم واتباع الأساليب الزراعية اليهودية. وقد بينت هذه النقطة من خلال المقارنة بين انخفاض مستوى المعيشة في القرى العربية الكبيرة مقارنة بتلك الموجودة في المستعمرات اليهودية الأصغر. وشجعت على إنشاء بنوك متخصصة تقدم القروض المالية للتنمية الزراعية. كما اهتمت بقضايا المرأة، وأبرزت أهمية تعليمها.

## توقفها
ظهر العدد الأخير للمجلة في 1 فبراير 1909، إذ كان صاحبها حنا العيسى منشغلاً بالحركة العربية الأرثوذكسية وكان يمثل يافا ضمن وفد أرثوذكسي أُرسل إلى الحكومة العثمانية في إسطنبول للتفاوض على إنشاء مجلس مختلط. وفي كنيسة القدس التي ستمثل الجالية العربية الفلسطينية بالإضافة إلى رجال الدين اليونانيين؛ ولتوفير ثلاثين ألف جنيه ذهبي عثماني سنوياً من قبل الكنيسة للمشاريع التعليمية والاجتماعية. بعد عودته من اسطنبول لإجراء عملية جراحية، توفي حنا بعد ذلك بوقت قصير في 12 سبتمبر 1909 في القدس.
ولم تتحقق البنود التي تفاوض عليها الوفد الأرثوذكسي، مما أثار سلسلة من المظاهرات والاحتجاجات بين العلمانيين العرب للمطالبة بتنفيذها. في هذه المرحلة، ترك عيسى العيسى وظيفته كموظف في بنك وانضم إلى الحركة ضد الكنيسة بتأسيس جريدة فلسطين في 1911، عملاً بنصيحة ابن عمه الراحل حنا الذي أخبره أن إنشاء جريدة جديدة سيساعد في الوصول إلى جمهور أكبر. استخدم عيسى اتصالاته في الأصمعي للحصول على كُتاب لجريدته الجديدة، التي أصبحت واحدة من أكثر الصحف الفلسطينية اليومية تأثيراً.